# Хамшахри
„Хамшахри“ (на персийски: همشهری, което означава гражданин или съгражданин) е голям всекидневен вестник, излизащ на персийски език (фарси) в Ислямска република Иран.
Основан е в началото на 1990-те години от Голамхосеин Карбаши. Издава се от Община Техеран, има тираж 400 хил. броя според публикация на агенция „Ройтерс“ от юни 2007 г.
Според ВК за бежанците на ООН вестникът е определян като:
- прохатамистки от информационна агенция „Иран Замин“ през 1998 г.,
- прореформистки от „Ей-Би-Си Нюз“ през 2000 г. и
- реформистки от „Репортери без граници“ през 2001 г.[1]